# Краснојарска Покрајина
Краснојарска Покрајина (рус. Красноярский край, је конститутивни субјект Руске Федерације са статусом покрајине (краја) на простору централног дела Сибира. То је други по величини федерални субјект у Руској Федерацији.
Административни центар покрајине је град Краснојарск.

## Етимологија
Покрајина носи име по административном центру Краснојарску. Овај град је основан 1628. године, а прва тврђава подигнута на његовом месту носила је име Красный Яр, што значи „Црвена котлина”, по којој је град касније и добио име.

## Георафија
Покрајина се налази у централном и источном Сибиру. Заузима 13,86% територије Русије.
Смештена је у сливу реке Јенисеј. Северна граница покрајине излази на два мора Северног Леденог океана, а то су Карско и Лаптевско море.
Копнена граница покрајине је са Јакутијом и Иркутском области на истоку, са Тувом и Хакасијом на југу, те са Кемеровском и Томском области, Ханти-Мансијом (Југром) и Јамалијом на западу.
Краснојарска Покрајина је изузетно богата рудним резервама. Рачуна се да се овде налази више од 95% руских резерви никла и метала из групе платине, 20% резерви руског злата, те значајне резерве кобалта, руда нефелина, магнетита, калцита, финог кварцног песка, ватросталних глина, графита и многе врсте индустријских метала и минерала.
У покрајини се налазе огромне количине руских резерви угља, те нафте и гаса.

## Административно-територијална подела
Краснојарска Покрајина обухвата 44 рејона и 17 градских округа.
| Рејони Краснојарске Покрајине | Рејони Краснојарске Покрајине | Градски окрузи | Административна подела |
| --- | --- | --- | ---------------------- |
| 1. Абански рејон 2. Ачински рејон 3. Балахтински рејон 4. Берјозовски рејон 5. Бириљуски рејон 6. Боготолски рејон 7. Богучански рејон 8. Бољшемуртински рејон 9. Бољшеулујски рејон 10. Дзержински рејон 11. Јемељановски рејон 12. Јенисејски рејон 13. Јермаковски рејон 14. Идрински рејон 15. Илански рејон 16. Ирбејски рејон 17. Казачински рејон 18. Кански рејон 19. Каратушки рејон 20. Кежемски рејон 21. Козулски рејон 22. Краснотурански рејон 23. Курагински рејон 24. Мански рејон 25. Минусински рејон | 1. Мотигински рејон 2. Назаровски рејон 3. Нижњеингашки рејон 4. Новосјоловски рејон 5. Партизански рејон 6. Пировски рејон 7. Рибински рејон 8. Сајански рејон 9. Северо-Јенисејски рејон 10. Сухобузимски рејон 11. Тајмирски Долгано-Ненецки општински рејон 12. Тасејевски рејон 13. Турухански рејон 14. Ћућетски рејон 15. Ужурски рејон 16. Ујарски рејон 17. Шариповски рејон 18. Шушјенски рејон 19. Евенкијски општински рејон | - Ачинск - Боготол - Бородино - Дивногорск - Јенисејск - Канск - Краснојарск - Лесосибирск - Минусинск - Назарово - Нориљск - Сосновоборск - Шарипово - Кедрови - Железногорск - Зеленогорск - Солњечни |                        |

## Становништво
| 1989.     | 2002.     | 2010.     |
| --------- | --------- | --------- |
| 3,596,260 | 3,023,525 | 2,828,187 |